# Niszczyciele projektu 30bis
Niszczyciele projektu 30 bis, oznaczane także jako typ Smiełyj (w kodzie NATO Skoryi), to seria 70 radzieckich okrętów klasy niszczycieli budowanych po II wojnie światowej w latach 1950–1953. Była to najdłuższa powojenna seria niszczycieli na świecie. Osiem okrętów zostało później przebudowanych do projektu 31.

## Historia
Niszczyciele projektu 30 bis powstały jako rozwinięcie dużych niszczycieli z okresu II wojny światowej, projektów 30 i 30K. Kadłub, uzbrojenie i mechanizmy miały pozostać podobne, jak we wcześniejszych projektach, natomiast konstrukcja nowych okrętów miała wykorzystywać doświadczenia wojenne i ich wyposażenie miało być nowocześniejsze. W stosunku do niszczycieli projektów 30 i 30K, nowe okręty były jednak nieco powiększone, a ich kadłub był całkowicie spawany. Zmieniono wygląd nadbudówek i w niewielkim stopniu zestaw uzbrojenia oraz zastosowano bogatsze wyposażenie elektroniczne. Zmodernizowano też system napędowy, zwiększając moc opalanych mazutem kotłów. Projekt opracowano w 1946 i zatwierdzono w styczniu 1947, a budowa okrętów rozpoczęła się w 1948 roku.
Pierwszym niszczycielem, który wszedł do służby 5 lutego 1950, był „Bditielnyj”. Mimo to typ wziął swoją nazwę od ósmego niszczyciela „Smiełyj”, który wszedł do służby 19 marca 1950 i na którym przeprowadzono próby państwowe projektu, na Zatoce Gdańskiej w rejonie Bałtijska. Z kolei na Zachodzie typ ten zaczął być określany jako Skoryi, od pierwszego zidentyfikowanego okrętu.
Okręty budowano w czterech stoczniach: im. A.Żdanowa w Leningradzie (nr 190), im. Leninskiego Komsomołu w Komsomolsku nad Amurem (nr 199), im. 61 Komunardów w Mikołajowie (nr 200) i Stoczni Północnej w Siewierodwińsku (nr 402). Rozpoczęto budowę 85 okrętów, z czego ukończono 70 jednostek, a z pozostałych zrezygnowano. Ostatnie okręty weszły do służby w marynarce ZSRR na wiosnę 1953.

## Modernizacje
Okręty przeszły jedynie niewielkie modernizacje w toku służby. Już po pierwszych próbach, z powodu trudności użycia w sztormowej pogodzie, zmieniono lekkie uzbrojenie przeciwlotnicze z 7 pojedynczych działek 37 mm typu 70K na 8 działek tego kalibru w 4 podwójnych stanowiskach. Nowsze niszczyciele otrzymały takie uzbrojenie jeszcze podczas budowy, starsze były modyfikowane podczas remontów. Ulepszano wyposażenie elektroniczne, głównie montowano nowsze radary. Na niektórych okrętach w latach 60. dodano dwa podwójne działka plot 25 mm, po obu stronach tylnego komina.

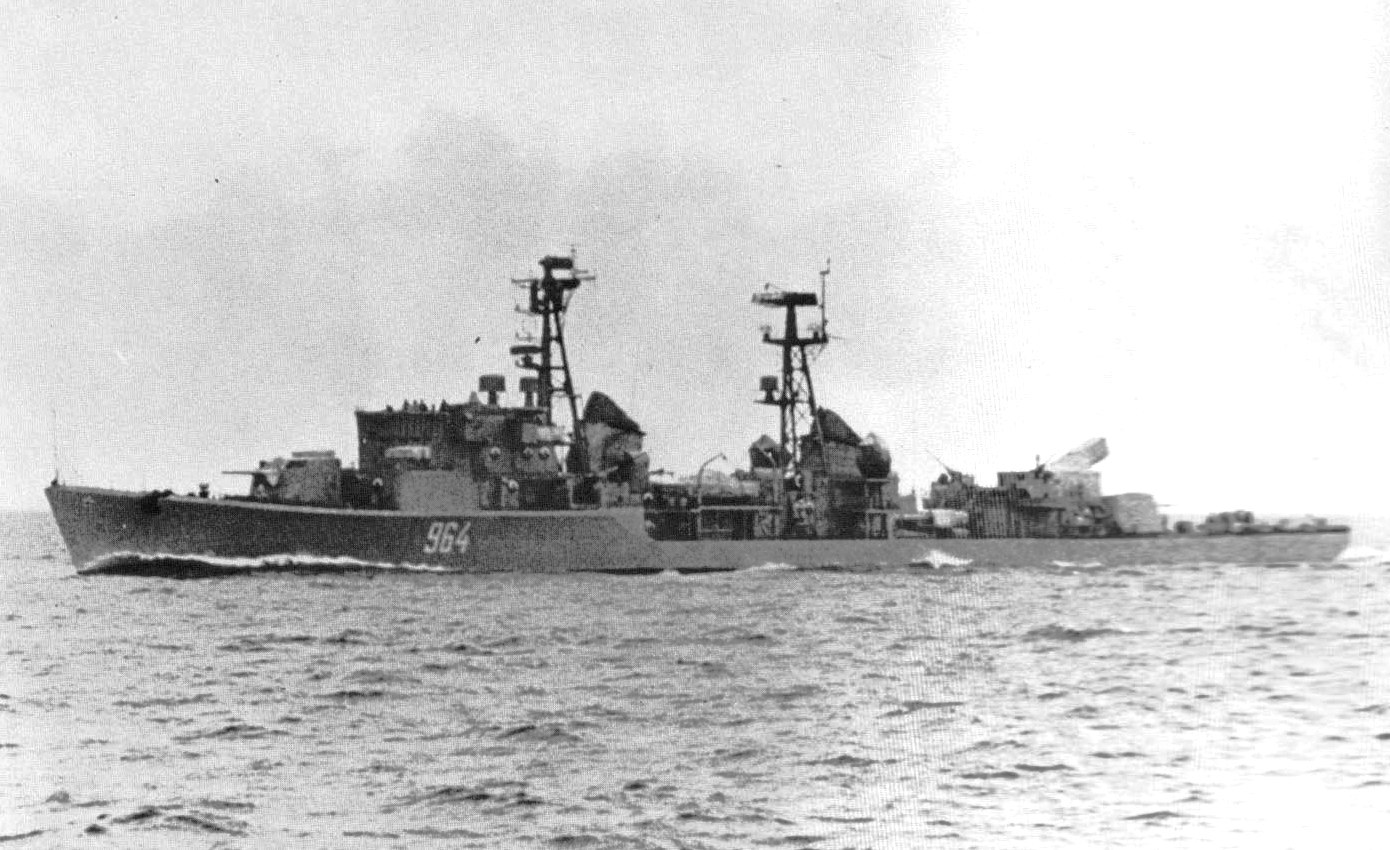
Niszczyciel proj. 31 „Striemtielnyj” w 1961

Od 1957 roku, osiem niszczycieli zmodernizowano do projektu 31, w celu polepszenia ich możliwości zwalczania samolotów i okrętów podwodnych (wejście do służby w latach 1960–1962). Podstawowym celem było jednak wykorzystanie ich jako okręty rozpoznania radiotechnicznego i tak też były zaklasyfikowane. Modernizacja uzbrojenia polegała na zastąpieniu podwójnej wieży armat plot 85 mm i ośmiu działek 37 mm przez pięć stanowisk automatycznych armat plot 57 mm ZIF-71 z dwoma radarami kierowania ogniem Fut-B. Zdjęto też jeden dziobowy pięciorurowy aparat torpedowy, za to w skład uzbrojenia weszły samonaprowadzające się torpedy przeciw okrętom podwodnym SET-53. Przed nadbudówką dziobową ustawiono dwie wyrzutnie rakietowych bomb głębinowych RBU 2500 z systemem kierowania ogniem Smiercz. Zamontowano też nowsze radary i stację hydrolokacyjną GS-572 Herkules. Zgodnie z nowym przeznaczeniem, okręty otrzymały aparaturę rozpoznania radiotechnicznego, lecz okręty posiadały dwa warianty tego wyposażenia i całościowe rozpoznanie miało być wykonywane parą okrętów. Kilka innych jednostek było też przebudowanych według różnych eksperymentalnych wariantów.

## Służba
Okręty typu 30 bis weszły do służby w marynarce wojennej ZSRR, stając się jej podstawowymi niszczycielami w latach 50. Co do zasady, okręty budowane w Leningradzie (z nazwami na literę S) służyły we Flocie Bałtyckiej, budowane w Mikołajowie (z nazwami na literę B) i „Pyłkij” służyły we Flocie Czarnomorskiej, budowane w Komsomolsku (z nazwami na literę W) służyły we Flocie Oceanu Spokojnego, budowane w Siewierodwińsku (z nazwami na literę O) służyły we Flocie Północnej. Niektóre okręty były później przenoszone, głównie do Floty Północnej.

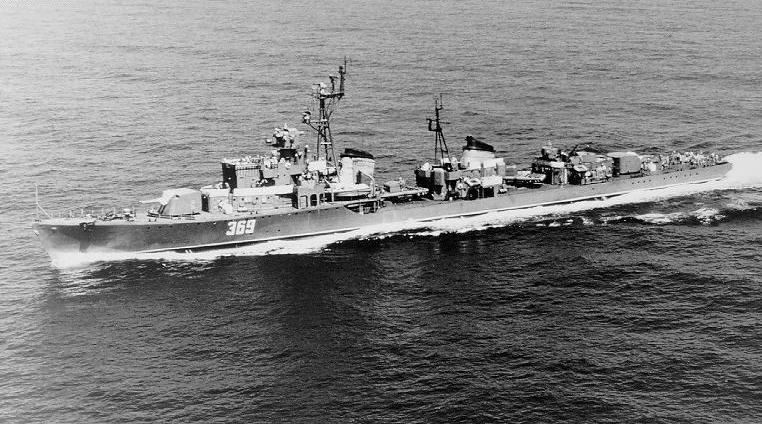
Niezidentyfikowany niszczyciel proj. 30bis, Morze Śródziemne, 28.08.1968

Okręty projektu 30 bis nie były szczególnie udane. Przede wszystkim uzbrojenie szybko stało się przestarzałe. Systemy kierowania ogniem artylerii przeciwlotniczej były mało skuteczne, a sama artyleria przeciwlotnicza okazała być się dosyć słaba, przy czym artyleria główna nie była uniwersalna. Własności morskie okrętów przy sztormowej pogodzie również nie były najlepsze. Z tych powodów pierwsze okręty wycofano do rezerwy już w 1956 roku. Część następnie przystosowano do zadań pomocniczych, część przekazano za granicę do zaprzyjaźnionych państw. Jako pierwszy wycofano ze służby radzieckiej niszczyciel „Otwietswiennyj” 12 kwietnia 1963, z przeznaczeniem na złom, drugim był główny okręt typu – „Smiełyj” (1965). Po kilka jednostek wycofywano w latach 1967–1989. Najdłużej przetrwał „Biesszumnyj” (proj. 31), wycofany w 1994 (aczkolwiek od 1985 roku był rozbrojony i używany jako szkolny). Radzieckie niszczyciele podczas swojej służby nie uczestniczyły w działaniach bojowych, jedynie patrolowały na wodach państw Bliskiego Wschodu.
Dwa niszczyciele proj. 30 bis wydzierżawiono Polsce 1 sierpnia 1957: „Sposobnyj”, który wszedł do służby w PMW 15 grudnia 1957 pod nazwą ORP „Grom” (II), i „Skoryj”, który wszedł do służby w PMW 29 czerwca 1958 pod nazwą ORP „Wicher” (II). Po upływie okresu dzierżawy, w 1965 Polska odkupiła je od ZSRR. Wycofano je ze służby w latach 1973–1974.
Osiem niszczycieli proj. 30 bis otrzymała Indonezja – cztery w 1959, jeden w 1962 i trzy w 1964. Wycofano je w pierwszej połowie lat 70 (szkolenie marynarzy indonezyjskich na niszczycielach proj. 30 bis odbywało się w latach 1958–1959 w Polsce).
Cztery niszczyciele proj. 30 bis otrzymał Egipt (szkolenie marynarzy egipskich na radzieckich niszczycielach proj. 30 bis odbywało się w 1956 w Polsce, a dwa niszczyciele dostarczone w tym roku do Egiptu nosiły podczas rejsu fikcyjnie polską banderę i numery burtowe „53” i „54”). W 1968 Egipt zwrócił dwa niszczyciele ZSRR, lecz w tym samym roku otrzymał dwa kolejne, zmodernizowane do eksportowego projektu 30 BA, różniącego się częściowo ulepszonym na wzór projektu 31 uzbrojeniem przeciwlotniczym (3 działa 57 mm, 4 działka 37 mm, 4 działka 25 mm) oraz dodanymi dwoma wyrzutniami rakietowych bomb głębinowych RBU 2500. Otrzymały one nazwy „Al Nasser” (później „6 October”) i „Damietta”, a wycofano je ze służby w 1986. Dwa wcześniejsze niszczyciele, „Suez” i „Al Zaffer” zostały pod koniec służby zmodyfikowane przez zamontowanie na rufowej nadbudówce dwóch wyrzutni przeciwokrętowych pocisków rakietowych P-15, zdjętych z kutrów rakietowych proj. 183R, w miejsce wieży z działami 85 mm. Wycofano je ze służby w 1985.

### Dane techniczne
- wymiary:
  - długość całkowita – 120,5 m
  - szerokość 12 m
  - zanurzenie 3,86 (normalne) – 4,25 m (maksymalne)
- wyporność:
  - standardowa – 2316 t
  - pełna – 3066 t,
- napęd: 2 zespoły turbin parowych systemu Parsonsa(inne języki) TW-6 z przekładnią o mocy łącznej 60 000 KM, 4 kotły parowe KW-30 opalane ropą, 2 śruby napędowe
- prędkość:
  - maksymalna – 36,5 w.
  - ekonomiczna – 15,7 w
- zasięg: 3900 Mm przy prędkości 13 w, 1000 Mm/36 w

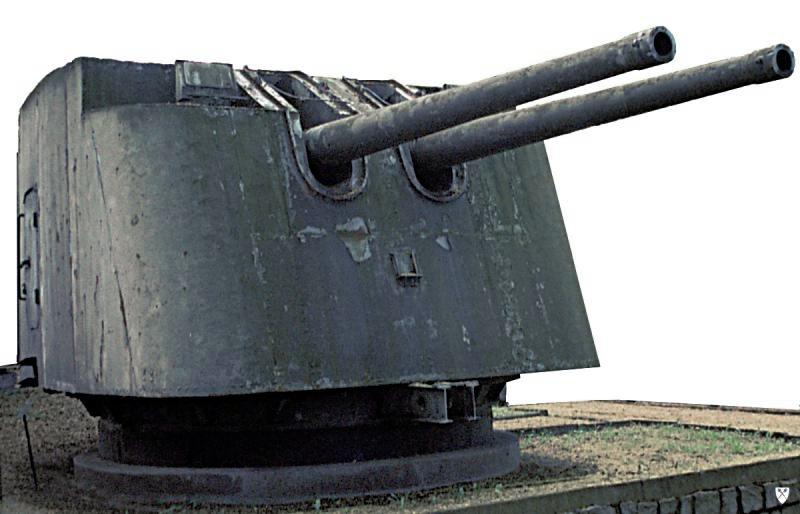
Wieża B-2ŁM dział 130 mm artylerii głównej Muzeum MW w Gdyni

- załoga: 286 ludzi

### Uzbrojenie
- 4 działa kalibru 130 mm w dwóch zamkniętych, dwudziałowych wieżach typu B-2ŁM (2xII)
  - długość lufy L/50 (50 kalibrów), kąt podniesienia +45°, donośność 25 500 m, opancerzenie 8 mm, zapas 600 nabojów
- 2 działa plot. 85 mm 90-K w zamkniętej, dwudziałowej wieży na rufie typu 92-K (1xII)
  - długość lufy L/52, kąt podniesienia +85°, donośność pozioma 15 500 m, pionowa 10 500 m, zapas 600 nabojów
- 8 działek plot. 37 mm 70-K na podstawach podwójnie sprzężonych W-11 (4xII) (początkowo 7 pojedynczych działek 37 mm 70K)
- 10 wyrzutni torpedowych 533 mm (dwie pięciorurowe, w osi symetrii okrętu)
- 2 podpokładowe zrzutnie bomb głębinowych (51 bomb głębinowych B-1)
- 2 miotacze bomb głębinowych BMB-1
- 2 tory minowe (np. 52 miny morskie KB)

## Okręty projektu 30 bis
Stocznia im. A. Żdanowa w Leningradzie (nr 190):
- Smiełyj
- Soikij
- Skoryj → ORP Wicher
- Surowyj
- Sierdityj
- Sposobnyj → ORP Grom
- Striemitielnyj → proj. 31
- Sokruszitielnyj
- Swobodnyj
- Statnyj
- Smietliwyj
- Smotriaszczij
- Sowiersziennyj
- Sierioznyj
- Solidnyj
- Stiepeinnyj
- Pyłkij

Stocznia im. Leninskiego Komsomołu w Komsomolsku (nr 199):
- Wstriecznyj
- Wieduszczij
- Ważnyj
- Wspyłcziwyj
- Wieliczawyj
- Wiertkij
- Wiecznyj
- Wichriewoj → proj. 31
- Widnyj
- Wiernyj → proj. 31
- Wnimatielnyj
- Wniezapnyj
- Wyrazitielnyj
- Woliewoj
- Wolnyj
- Wkradcziwyj
- Wdumcziwyj
- Wrazumitiwelnyj

Stocznia im. 61 Komunardów w Mikołajowie (nr 200):
- Bditielnyj
- Biezudierżnyj
- Bujnyj
- Biezupriecznyj
- Biesstrasznyj
- Bojewoj
- Bystryj
- Burnyj
- Biesposzczadnyj
- Biezżałostnyj
- Biezzawietnyj
- Biesszumnyj → proj. 31
- Biespokojnyj
- Biezbojazniennyj → proj. 31
- Biezotkaznyj
- Biessmiennyj
- Biezukorizennyj

Stocznia Północna w Siewierodwińsku (nr 402):
- Ogniennyj → proj. 31
- Otczietliwyj
- Ostryj
- Otwietstwiennyj (?)
- Otmiennyj
- Otrywistyj
- Otrażajuszczij
- Otradnyj
- Ozariennyj
- Obieriegajuszczij
- Ostorożnyj
- Okryliennyj
- Otczajannyj
- Opasnyj → proj. 31
- Otzywcziwyj
- Ożiwliennyj
- Ożiestocziennyj
- Ochraniajuszczij → proj. 31